# Jonas Colliander
Jonas Colliander, född 30 september 1980, är forskare i marknadsföring vid Handelshögskolan i Stockholm.
Colliander disputerade vid Handelshögskolan i Stockholm 2012 med doktorsavhandlingen Socially Acceptable? Exploring Consumer Responses to Marketing in Social Media.
Avhandlingen utgår från den explosionsartade utvecklingen för sociala medier, samt från att allt fler företag betraktar dessa media som viktiga marknadsföringskanaler. Effekterna på kunderna av marknadsföring i sociala medier har inte tidigare undersökts i nämnvärd utsträckning. Den övergripande slutsatsen är att sociala medier, framförallt bloggar, framstår som särskilt effektiva marknadsföringskanaler.

## Böcker av Jonas Collinder
- Colliander, Jonas (2012). Socially Acceptable? Exploring Consumer Responses to Marketing in Social Media.